# Guaviraví
Guaviraví (en guaraní: Guaviravi) es un municipio argentino, ubicado en el departamento San Martín de la provincia de Corrientes. Su localidad cabecera se denomina Villa Escobar. Se encuentra sobre la ruta nacional 14, a 5 km del río Uruguay. La localidad, probablemente, lleva el nombre de Guaviravi por el río homónimo.

## Vías de comunicación
La principal vía de comunicación es la Ruta Nacional 14, que la vincula al sur con Paso de los Libres y al norte con La Cruz. En la localidad se halla la estación 25 de Febrero del Ferrocarril General Urquiza.

## Población
Cuenta con 699 habitantes (Indec, 2010), lo que representa un incremento del 14,2% frente a los 612 habitantes (Indec, 2001) del censo anterior.
| Gráfica de evolución demográfica de Guaviraví entre 1991 y 2010 |
|                                                                 |
| Fuente: Censos nacionales del INDEC                             |

## Historia
El 25 de octubre de 1972 fue sancionada la ley n.º 3072 que dispuso la creación del municipio de Guaviravi y sus límites.

Art. 1. Créase la Municipalidad de Guaviravi, con asiento con la localidad del mismo nombre, Primera Sección del Departamento San Martín con la clasificación de ‘Municipio de Tercera Categoría.
Art2. (...) Norte: Lindes de los ejidos de La Cruz;
Sur: Lindes de los ejidos de Yapeyú;
Este: Ruta Provincial Nº 40; y,
Oeste: Bañado Guaviravi.